# Adenopodia
Adenopodia, biljni rod u porodici mahunarki čijih je sedam priznatih vrsta, lijana, grmova ili manjeg drveća rašireno po južnom Meksiku, Srednjoj Americi i tropskoj i južnoj Africi.

## Vrste
1. Adenopodia gymnantha Brenan
2. Adenopodia oaxacana M.Sousa
3. Adenopodia patens (Hook. & Arn.) J.R.Dixon ex Brenan
4. Adenopodia rotundifolia (Harms) Brenan
5. Adenopodia scelerata (A.Chev.) Brenan
6. Adenopodia schlechteri (Harms) Brenan
7. Adenopodia spicata (E.Mey.) C.Presl